# Цензура
Цензура је ауторитарно ограничавање или забрана јавног изражавања мишљења или идеја, због опасности по власт, друштвени или морални поредак. Њу спроводе држава, верске или друге институције. Цензура може бити превентивна или пунитивна, када се уништава материјал који је већ био доступан јавности. Цензуру могу спроводити владе, приватне институције и друга контролна тела.

## Историја
Године 399. п. н. е., грчки филозоф Сократ, упркос покушајима грчке државе да цензурише његово филозофско учење, оптужен је за колатералне прекршаје везане за корупцију атинске омладине и осуђен на смрт испијањем отрова, кукута.
Детаље о Сократовој осуди Платон бележи на следећи начин. Године 399. п. н. е., Сократ је отишао на суђење, а затим је проглашен кривим за кварење умова атинске омладине и за безбожништво (асебеја, „не верујући у државне богове”), и за казну осуђен је на смрт, изазвану испијањем смеше која садржи кукуту.
За Сократовог ученика, Платона, каже се да се залагао за цензуру у свом есеју о Републици, који се противио постојању демократије. За разлику од Платона, грчки драмски писац Еурипид (480-406. п. н. е.) бранио је истинску слободу слободних људи, укључујући и право да слободно говоре. Шведска је 1766. постала прва држава која је законом укинула цензуру.

## Образложење и критика
Цензура је кроз историју критикована због тога што је неправедна и омета напредак. У есеју о цензури интернета из 1997. године, друштвени коментатор Мајкл Ландиер тврди да је цензура контрапродуктивна, јер спречава расправу о цензурираној теми. Ландиер проширује свој аргумент тврдњом да они који намећу цензуру морају сматрати истинитим оно што цензуришу, јер би индивидуе које верују да су у праву поздравиле прилику да оповргну оне са супротним ставовима.
Цензура се често користи за наметање моралних вредности друштву, као у цензури материјала који се сматра развратним. Енглески писац Е. М. Форстер био је окорели противник цензурисања материјала по основи бестидности или неморалности, отварајући питање моралног субјективитета и сталне промене моралних вредности. Када је роман Љубавник даме Чатерли из 1928. године подвргнут цензури 1960. године, Форстер је написао:
Љубавник даме Чатерли је књижевно дело од значаја ... Ја не мислим да би се он могао сматрати развратним, мада овде имам потешкоћа, из разлога што никада нисам успео да следим законску дефиницију опсцености. Закон ми говори да опсценост може да исквари и поквари, али колико ја знам, не нуди дефиницију изопачености или корупције.
Заговорници су настојали да то оправдају користећи различита образложења за различите типове цензурираних информација:
- Морална цензура је уклањање материјала који су блудни или се на други начин сматрају морално упитним. Порнографија, на пример, често се цензурише под овим образложењем, посебно дечја порнографија, која је незаконита и цензурирана у већини јурисдикција у свету.[17][18]
- Војна цензура је процес чувања тајности обавештајних података и војне тактике и спречавање приступа непријатељима. Ово се користи за борбу против шпијунаже.
- Политичка цензура настаје када владе ускраћују информације својим грађанима. То се често чини како би се извршила контрола над становништвом и спречило слободно изражавање које би могло подстаћи побуну.
- Религијска цензура је средство којим се уклања сваки материјал који одређена религија сматра неприхватљивим. Ово често укључује доминантну религију која намеће ограничења на мање распрострањене. Алтернативно, једна религија може избегавати дела друге, ако сматра да садржај није примерен њиховој вери.
- Корпоративна цензура је процес којим уредници у корпоративним медијима интервенишу како би ометали објављивање информација које приказују њихове пословне активности или пословне партнере у негативном светлу,[19][20] или интервенисали како би спречили алтернативне понуде да дођу до јавности.[21]